# به اردشیر

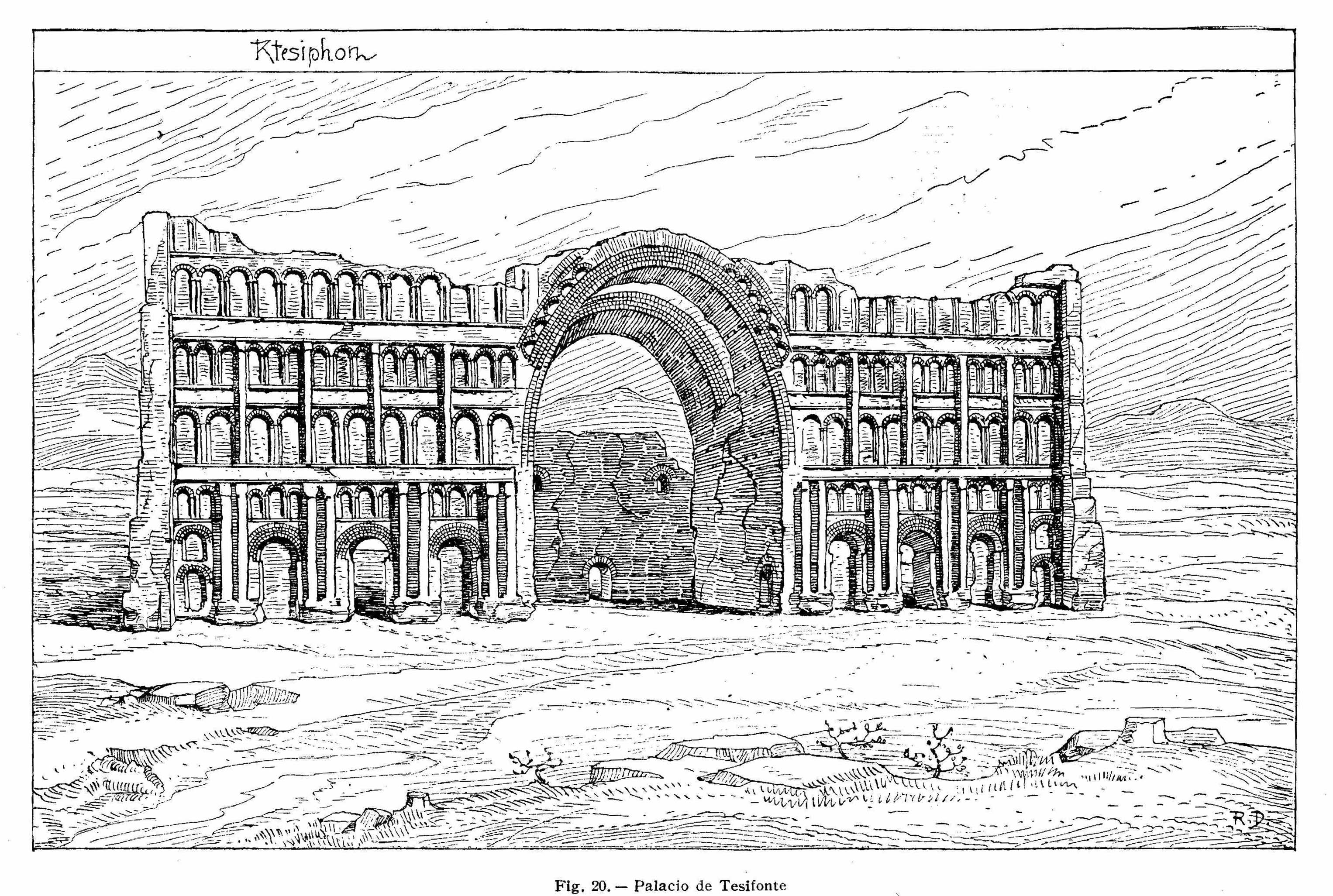
تصویری نقاشی شده از کاخ مدائن در اردشیر بر روی خرابه‌های سلوکیه قدیم شهری به نام وه اردشیر یا به اردشیر در تیسفون بنا نمود و آنجا را پایتخت دولت ساسانی قرار داد. این شهر یکی از شهرهای هفتگانهٔ تیسفون و بر مغرب دجله واقع بود. اردشیر بنیان‌گذار سلسله ساسانی از مهم‌ترین سازندگان و بازسازی کنندگان شهر در ایران به‌شمار می‌رود. جغرافیا نگاران شهرهای فراوانی بدو نسبت داده‌اند. یکی از این شهرها، وه‌اردشیر یا به اردشیر است که درست روبه روی تیسفون، پایتخت اشکانیان بنا شد. رود دجله و بر روی خرابه‌های سلوکیه احداث گردید. برخی معتقدند که اردشیر شهر باستانی سلوکیه را بازسازی کرده است. اما به نظر نمی‌رسد شهری که بیش از پانصد سال از عمر آن گذشته، چندان قابل بازسازی باشد که بتواند به خواسته‌های اردشیر که شهر زیبایی مانند گور را تازه ساخته بود، جامه عمل بپوشاند. این شهر بسیار بزرگ و کوچه‌های آن سنگ‌فرش بود و در کنار هر خانه آغلی جهت نگهداری چارپایان ساخته بودند. بازار شهر بزرگ بود و بازرگانان و سوداگران بسیاری از آن جمله بازارگانان یهودی داشت و در نتیجه شهری ثروتمند و پرجمعیت بود و مردمش در عیش و تن آسایی به سر می‌بردند. شهر کلیسای بزرگی داشت که در زمان شاپور دوم ویران و از نو بنا گردیده بود. این شهر مرکز عیسویان ایران و مقر جاثلیق محسوب می‌شد. کلیسای بزرگ سلوکیه در آنجا بود. هنگام تعقیب نصارا در زمان شاپور دوم این کلیسا ویران شد و پس از مرگ این پادشاه آن را از نو ساختند و پس از آن چند بار با کمک مالی دربار قسطنطنیه تعمیر شد. طبری شهر به اردشیر یا بهرسیر را در اخبار فتوحات عربی – اسلامی به نام المدینه‌الدنیا یعنی «شهر نزدیک» خوانده و مراد او نزدیک‌ترین شهر از شهرهای تیسفون به مهاجمان و سهل الوصول‌تر از همه بوده است؛ زیرا این شهر در غرب دجله قرار داشت و اعراب برای حمله بدان و محاصره آنجا نیازی به عبور از دجله نداشته‌اند و در برابر آن کاخ سفید مدائن را که در شوق دجله و دور از دسترس مهاجمان بود، المدینه‌القصوی یعنی «شهر دور» نامیده است.

به اردشیر یا ویه اردشیر، شهری کهن و باستانی است که در کرانه باختری رود دجله قرار گرفته بود و یکی از شهرهای هفتگانه پایتخت ساسانی، (تیسفون) محسوب می‌شود. اعراب این شهر را بهرسیر می‌نامیدند. نام این شهر نخستین بار در سنگ‌نوشته شاپور اول مربوط به سده سوم میلادی یافت شد. این لوح در کعبه زرتشتیان واقع در نقش رستم یافت گردید. در این سنگ نوشته به این شهر با عبارت ویه اردشیر اشاره شده‌است. ویه اردشیر به معنای بهترین شهر اردشیر (ویه به معنای بهترین در زبان پهلوی است) می‌باشد. یهودیان این شهر را ماحوزه و مسیحیان بت‌هرتشیر و بت‌هردشیر نامیدند.

## تاریخچه
این شهر همانطور که از نامیش هویداست، شهری ساخته شده به دست اردشیر ساسانی است. اردشیر به این شهر پس از پیروزی بر اردوان پنجم اشکانی دست یافت و این شهر را به جهت همتایی بر تیسفون بنا نهاد. این شهر به صورت استان تعبیه شده بود و شهرهای بهرسیر، رومکان (رومقان)، کوثی، نهر درقیط و نهر جویر را شامل می‌شد. بنابر تقسیمات کشوری روزگار ساسانی هر یک از این شهرها، یک تسوج به شمار می‌رفت. برخی از پژوهشگران معتقدند که این شهر توسط اردشیر بنا نشده‌است، بلکه وی شهر سلوکیه کهن را که به دست اویدیوس کاسیوس (سردار رومی) در سال ۱۶۵ میلادی ویران شده بود را بازسازی کرد و یا با ویرانه‌های باقی مانده از آن، شهر به‌اردشیر را ساخت. از این شهر در متون مانوی نیز یاد شده‌است و گفته شده‌است که مانی در این شهر اقامتی داشته است. خسرو پرویز نیز در سال‌های انتهایی سلطنتش (۶۲۸ میلادی) با همسر عیسوی خویش شیرین به این شهر سفر داشته است و در همین شهر توسط پسرش شیرویه دستگیر و زندانی شد. این شهر اولین شهر از شهرهای هفتگانه بود که به دست اعراب فتح گردید. با فتح این شهر، یزدگرد پایتخت را رها کرد و عقب نشینی کرد.

## اهمیت
این شهر به جهت تشکیل دادن یکی از مجموعه شهرهای مدائن، پایتخت ساسانی، اهمیت بسیاری داشت. از همین رو طبری این شهر را جایگاه شاهان (به عربی: محله الملوک) نامیده است. همینطور در سنگ نوشته شاپور اول، این شهر در زمره شهرهای شاهی گزارش شده‌است. در این شهر، کارگاه ضرب سکه فعال بوده‌است و از دوره پادشاهی بهارم چهارم بنا نهاده شده بود. همتای این کارگاه در اسپانور (شهری دیگر از شهرهای هفتگانه مدائن) بنا نهاده شده بود که در زمان پادشاهی پیروز (۴۵۹ تا ۴۸۳ میلادی) از نظر شمار و تنوع سکه‌ها از آن کارگاه پیشی گرفت. این پیشی نشانه‌ای از کوشش بازرگانان این شهر نسبت به شهر اسپانور می‌باشد. در این کارگاه، سکه درهم و دینار ضرب می‌شده‌است. این کارگاه پس از فتح ایران توسط اعراب مسلمان نیز همچنان پابرجا بوده است و سکه‌های ساسانی-اسلامی ضرب می‌نموده است. این شهر بازرگانی و صنعتی، مرکز اداری سرزمین‌های ایرانی در غرب دجله بود. در این شهر بازار بزرگی واقع شده بود و به جهت حضور مسیحیان در این شهر، کلیسای بزرگی را نیز در خود جای داده بود.

## موقعیت
این شهر در باختر دجله واقع شده بود و با باغها و کشتزارها پوشانیده بود. باغ‌های این شهر و اطراف آن به وسیله نهر ملک آبیاری می‌شده است.